# Darija
Darija je žensko osebno ime.

## Različice imena
Dara, Daria, Darica, Darijana, Darina, Dariana, Darinka, Darka

## Izvor imena
Ime Darija je ženska oblika imena Darij.

## Pogostnost imena
- Leta 1994 je bilo po podatkih iz knjige Leksikon imen Janeza Kebra v Sloveniji 657 nosilk imena Darija. Ostale različice imena, ki so bile še v uporabi: Dara (53), Daria (18), Darica (17), Darina (21), Darinka (5060).
- Po podatkih Statističnega urada Republike Slovenije pa je bilo na dan 31. decembra 2007 v Sloveniji število ženskih oseb z imenom Darija: 652.[2]

## Osebni praznik
V koledarju je Darija, rimska mučenka po rodu iz Perzije (†304), god praznuje 25. oktobra.